# SN 2012ba
SN 2012ba – supernowa typu Ic, odkryta 21 stycznia 2012 roku w galaktyce E328-G46. W momencie odkrycia, miała maksymalną jasność 16,6m.